# Bachar Kouatly
Bachar Kouatly (arabisch بشار قواتلي; * 3. März 1958 in Damaskus) ist ein französischer Schachgroßmeister.

## Erfolge als Schachspieler
Die französische Einzelmeisterschaft konnte er 1979 in Courchevel gewinnen. Er spielte bei sechs Schacholympiaden: 1980 für Libanon, 1982 bis 1988 und 1992 für Frankreich. Außerdem nahm er 1985 an der Mannschaftsweltmeisterschaft in Luzern teil.

## Funktionär und Journalist
Über das eigene Spiel hinaus ist Kouatly vielfältig tätig. Seit 2016 ist er Herausgeber der französischen Schachzeitung Europe Échecs. Außerdem ist er seit 2018 Vizepräsident des Schach-Weltverbandes FIDE.
| Hier fehlt eine Grafik, die leider im Moment aus technischen Gründen nicht angezeigt werden kann. Wir arbeiten daran! |